# Světlomety silničních vozidel

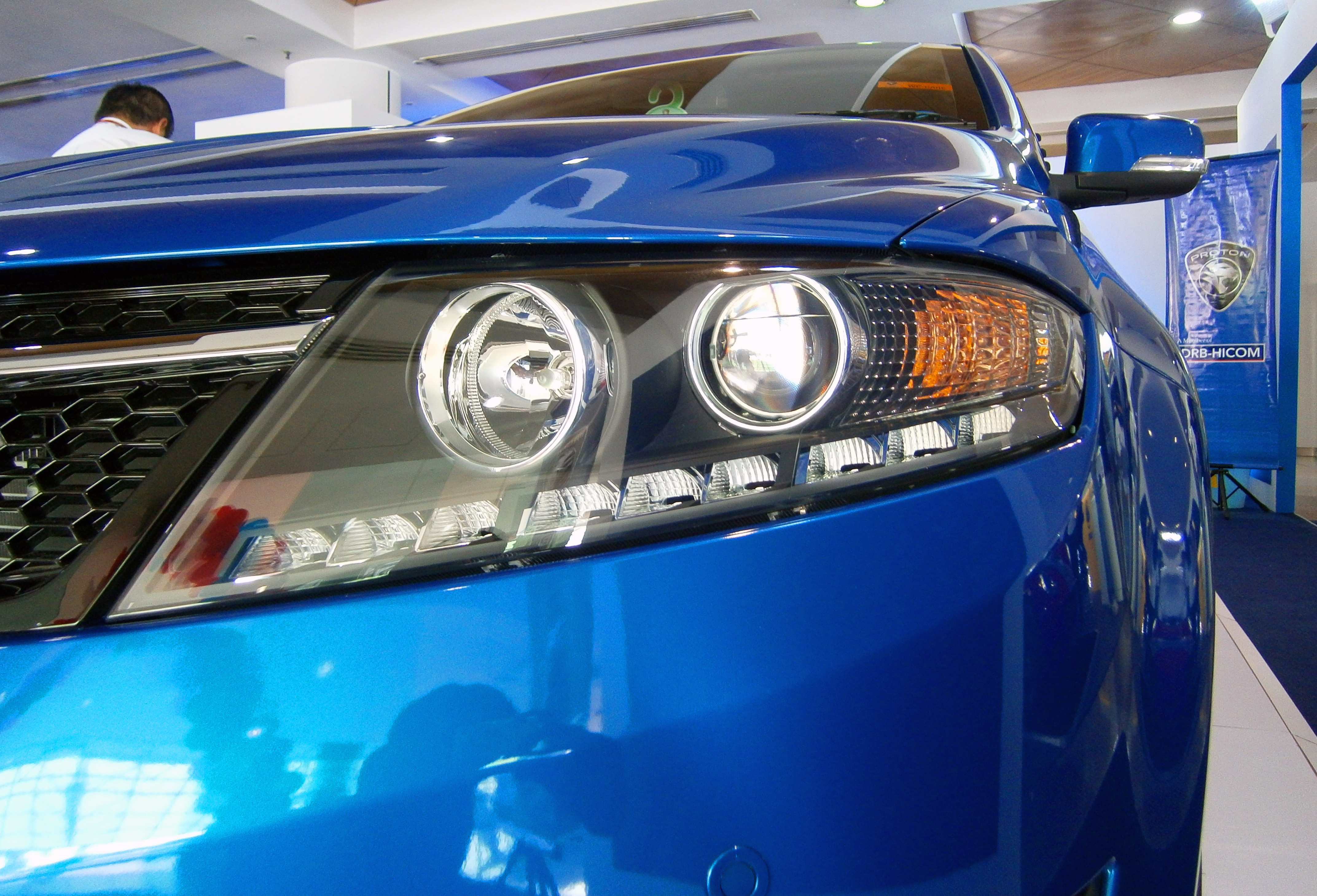
Přední světlomet

Světlomety neboli reflektory tvoří část osvětlení motorového vozidla nebo jízdního kola. Jsou to ta svítidla, která slouží ke směrovému osvětlení, zejména dálková a potkávací světla motorových vozidel nebo přední světlo jízdního kola.

## Legislativní úprava

### Světlomety na motorových vozidlech
Pro světlomety motorových vozidel používá zákon č. 361/2000 Sb. (v § 32) termíny dálková světla a potkávací světla, rovněž pro ostatní druhy svítilen na vozidle (které mohou být také vybaveny reflektorem) se používá termín „světla“. Termín „světlomet“ se používá například v zákoně č. 56/2001 Sb., o podmínkách provozu vozidel na pozemních komunikacích, v souvislosti s jednoduchým seřízením světlometů při technické prohlídce vozidla. Prováděcí vyhláška 341/2002 Sb. se zabývá světelnými zařízeními vozidel v § 18. Pro světelná zařízení na vozidle vyžaduje homologaci a povoluje je používat jen ve stanoveném počtu a druhu a stanoveným způsobem. Používá termíny světlomet, potkávací světlomet, doplňkový potkávací světlomet, přední mlhový světlomet, zpětný světlomet. Pracovní světlomet a hledací světlomet je zakázáno používat za jízdy. Způsobují-li světlomety vozidla oslnění, je vozidlo nezpůsobilé k provozu.
Základní požadavky na světlomety vozidel obsahuje v přílohách Dohoda o přijetí jednotných technických pravidel pro kolová vozidla, zařízení a části, které se mohou montovat a/nebo užívat na kolových vozidlech a o podmínkách pro vzájemné uznávání homologací udělených na základě těchto pravidel, uzavřená v Ženevě dne 20. března 1958 (ve znění pozdějších změn). Světlometů se týká asi 10 příloh této dohody. Světlometů se týkají také směrnice Rady EHS č. 76/761 a 76/762 z 27. července 1976 a směrnice Komise EHS 89/517 a 89/518 z 1. srpna 1989 a 1999/17 a 1999/18 o sbližování právních předpisů členských států týkajících se dálkových, potkávacích a předních mlhových světlometů motorových vozidel a žárovek pro tyto světlomety. Zpětných světlometů se týká směrnice Rady EHS č. 77/539 z 28. června 1977 a směrnice Komise č. 97/32 z 11. června 1997.

#### Světla pro denní svícení
Světla pro denní svícení jsou speciální světla, určená pro zvýraznění vozidla během jízdy za nesnížené viditelnosti. Historicky první používání světel pro denní svícení (angl. DRL) se datuje do 70. let ve Skandinávii. Světla pro denní svícení (dále s.p.d.s.) nevytváří na rozdíl od potkávacích světel světelný kužel, ale rozptýlené světlo, které během dne dostatečně zdůrazňuje vozidlo v provozu, a je pro lidské oko snesitelnější a příjemnější. Další podstatnou výhodou s.p.d.s je nižší energetická náročnost, tím pádem zaručují úsporu paliva a ekologičtější provoz vozu. S.p.d.s. se mohou dokoupit a namontovat i na starší vozy. Na trhu je celá škála světel. Dodatečně namontovaná světla p.d.s. musí být homologována pro provoz v ČR a jejich umístění se řídí přesnými pravidly. S.p.d.s. se rozsvěcují samy po nastartování, při jejich činnosti nesvítí na voze nic jiného, ani koncová světla. Při rozsvícení obrysových a potkávacích světel s.p.d.s automaticky zhasínají. V USA jsou jako s.p.d.s. užívány i přední blinkry, které svítí nepřerušovaně, při odbočování zhasnou a bliká pouze příslušný blinkr.

### Světlomety na jízdních kolech
V předpisech upravujících v České republice silniční provoz se termín světlomet používá v souvislosti s jízdními koly. Podle § 58 zákona č. 361/2000 Sb., o silničním provozu, je cyklista povinen za snížené viditelnosti mít za jízdy rozsvícen světlomet s bílým světlem svítícím dopředu. Podle přílohy č. 13 vyhlášky č. 341/2002 Sb. světlomet musí být seřízen a upraven trvale tak, aby referenční osa světelného toku protínala rovinu vozovky ve vzdálenosti nejdále 20 m od světlometu a aby se toto seřízení nemohlo samovolně nebo neúmyslným zásahem řidiče měnit. Je-li vozovka dostatečně a souvisle osvětlena, může cyklista místo světlometu použít svítilnu bílé barvy s přerušovaným světlem. Pro zadní světlo je požadována svítilna, reflektor (světlomet) není vyžadován.